# Trompetist
En trompetist betegner en person, der spiller trompet. Trompetister er repræsenteret inden for mange forskellige genrer, herunder klassisk, jazz og rock samt militær-, march- og dansemusik.

## Kendte danske trompetister
- Knud  Hovaldt (død 1999)
- Ole Andersen
- Ketil Christensen
- Bjarne Kundby Nielsen

| Musik | Spire Denne musikartikel er en spire som bør udbygges. Du er velkommen til at hjælpe Wikipedia ved at udvide den. |